# 丹日昂维阿什
丹日昂维阿什（法語：Dingy-en-Vuache，法語發音：[dɛ̃ʒi ɑ̃ vɥaʃ]）是法国上萨瓦省的一个市镇，属于圣于连昂热讷瓦区。

## 地理
丹日昂维阿什（46°5'31"N, 5°56'41"E）面积7.18 平方千米，位于法国奥弗涅-罗讷-阿尔卑斯大区上萨瓦省，该省份为法国东部省份，历史上为薩伏依的一部分，北与瑞士接壤，西接安省，南至萨瓦省，东与瑞士和意大利接壤。
与丹日昂维阿什接壤的市镇（或旧市镇、城区）包括：谢讷克斯、克拉拉丰-阿尔西讷、容济耶-埃帕尼、萨维尼、瓦莱里、维尔邦斯。

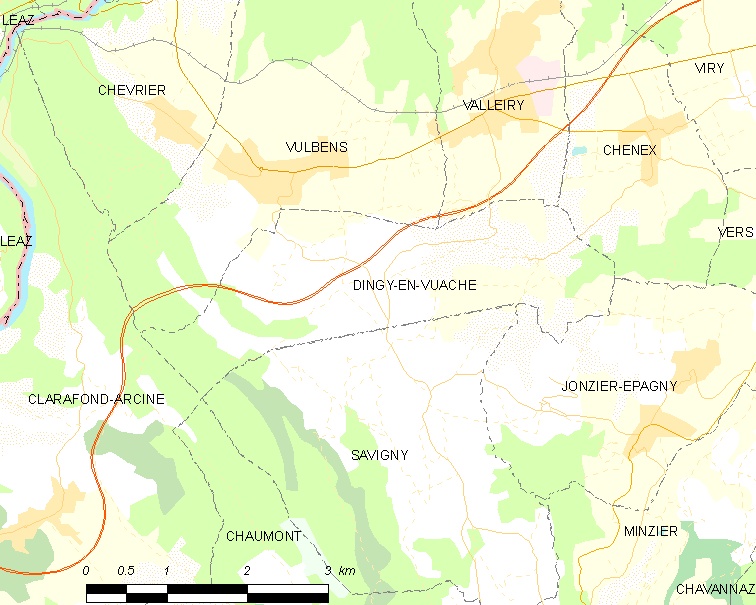
丹日昂维阿什的OSM定位图

丹日昂维阿什的时区为UTC+01:00、UTC+02:00（夏令时）。

## 行政
丹日昂维阿什的邮政编码为74520，INSEE市镇编码为74101。

## 政治
丹日昂维阿什所属的省级选区为圣于连昂热讷瓦县。

## 人口

1962-2008年间丹日昂维阿什人口变化图示

丹日昂维阿什于2022年1月1日时的人口数量为787人。